# Ессінгебрун
59°19′25″ пн. ш. 17°59′56″ сх. д. / 59.32361111° пн. ш. 17.99888889° сх. д.
Ессінгебрун (швед. Essingebron) — три паралельні мости у центрі Стокгольма , Швеція, що перетинають Ессінгед'юпет, відкриті 10 травня 1965, 21 серпня 1966 року та 3 вересня 1967 року. 
Два з них розташовані на автостраді Ессінгеледен, сполучають два острови Стора-Ессінген та Лілла-Ессінген та є найзавантаженішими мостами Швеції  
, 
а третій є мостом для місцевого руху.

Першим постійним мостом між Стора- і Лілла-Ессінген був Стора-Ессінгебрун, п'ятипрогінний сталевий арковий міст, який було відкрито в 1928 році і демонтовано в середині 1960-х, щоб звільнити місце для нинішніх мостів.

## Опис

### Місцевий міст, Гамла-Есінге-бровек
Західний міст — для місцевого руху між островами Ессінге. 
Міст було урочисто відкрито 10 травня 1965 року, він замінив Стора-Ессінгебрун. 
Міст споруджено за 6 м на захід від мосту автомагістралі. 
Загальна довжина – 470 м, довжина над водою – 200 м, максимальний проліт – 100 м. 
Максимальна ширина – 11 м, ширина проїжджої частини – 8 м. 
Висота — 15,2 м.

### Шосейний міст
Східна пара мостів є частиною Ессінгеледен і була урочисто відкрита 21 серпня 1966 року. 
Довжина мосту становить 470 метрів. 
Мости були спроектовані архітектурним бюро AOS Arkitekter і побудовані комунальним підприємством Gekonsult. 
Третій міст, було урочисто відкрито 3 вересня 1967 року. Загальна ширина прольоту автомагістралі становить 30 метрів, а висота без пілонів – 15,2 м. 